# لانسينغ (نيويورك)
لانسينغ (بالإنجليزية: Lansing, New York)‏ هي معلم جغرافي تقع في الولايات المتحدة في مقاطعة تومبكينز. يقدر عدد سكانها بـ 11,033 نسمة ومساحتها 181.1 كم2 .